# Jerusalem Open House

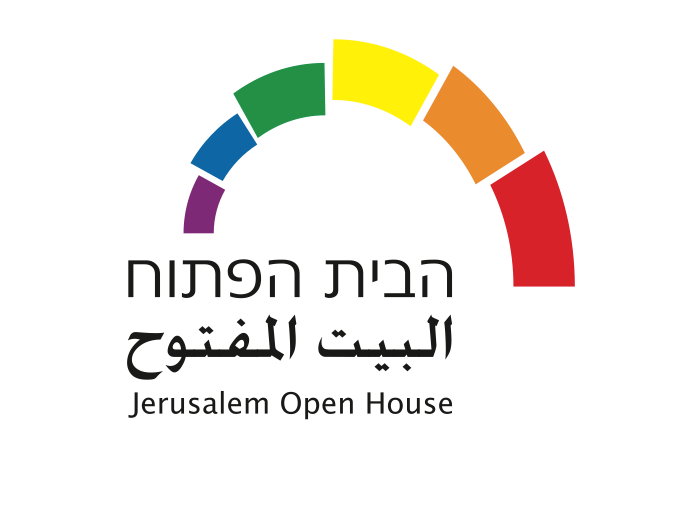
Logo des Jerusalem Open House

Das Jerusalem Open House for Pride and Tolerance (JOH, hebräisch הבית הפתוח בירושלים לגאווה וְלְסוֹבְלָנוּת HaBajit HaPatūach b-Īrūschalajim lə-Ga'awah wə-lə-Sōvlanūt) im Rechov ha-Soreg 2 in Nachalat Schivʿah ist eine israelische LGBT-Organisation für Lesben, Schwule, Bisexuelle und Transgender in Jerusalem. Sie versucht, politische, religiöse und ethnische Grenzen zu überwinden. Außerdem setzt sie sich für die Akzeptanz von LGBT-Menschen und die Anerkennung von LGBT-Rechten in der israelischen Gesellschaft ein.
Das JOH finanziert sich durch Stiftungszuwendungen sowie private Spenden und Mitgliedsbeiträge. Es erhält keine finanzielle Unterstützung von öffentlichen Trägern oder kommerziellen Sponsoren.

## Geschichte
Als das JOH 1997 gegründet wurde, gab es nur wenige Leute, die von der Existenz einer LGBT-Community in Jerusalem wussten, und noch weniger, die glaubten, dass sich das JOH lange halten würde. Trotzdem hat das JOH seitdem eine Menge erreicht: Der seit 2002 jährlich stattfindende Jerusalem Pride ist zur größten Demonstration für Menschenrechte in der Stadt geworden und macht die Forderungen der Community für eine breite Öffentlichkeit sichtbar. Im Jahr 2006 organisierte das JOH sogar den World Pride in Jerusalem. Es baute die so genannte Open Clinic auf und ermöglichte zahlreiche Veranstaltungen in den eigenen Räumlichkeiten.
Heute stellt das JOH eine der führenden und größten LGBT-Organisationen Israels dar, mit hunderten Unterstützern weltweit und vielen freiwilligen Helfern.

### Jerusalem Pride Parade 2005
Der vom JOH veranstaltete Jerusalem Pride wurde im Jahr 2005 von Protest und Gewalt überschattet. Nicht nur, dass bereits im Vorfeld versucht wurde, eine Absage zu erzwingen und Gegner der Parade am Rand protestierten, auch gab es einen tätlichen Angriff auf drei Teilnehmer mit einem Küchenmesser. Der Angreifer, Yishai Schlissel, ein ultra-orthodoxer Jude, beschrieb seine Motive nach seiner Festnahme wie folgt: „Ich kam, um in Gottes Namen zu töten. Wir können eine solche Abscheulichkeit nicht in unserem Land dulden.“ Er wurde später wegen versuchtem Mord zu 12 Jahren Haft verurteilt.

## Angebote & Programme
Das JOH bietet Räumlichkeiten in Jerusalems Innenstadt, in denen ein Zentrum für die LGBT-Community der Stadt Platz findet. Es ist außer am Sabbat täglich geöffnet und stellt einen Raum für vielfältige Entfaltungsmöglichkeiten für verschiedene Gruppen und Programme dar:

### Jugendliche
Das JOH ist der einzige Ort in Jerusalem, an dem sich LGBT-Jugendliche sicher und mit anderen „Betroffenen“ über ihre Gefühle, Bedürfnisse und Sexualität austauschen können. Dazu gibt es wöchentliche Treffen und Unterstützung.
Das „JOH's Speakers Bureau“ versucht außerdem durch Präsenz in Schulen und anderen Bildungseinrichtungen Vorurteile auszuräumen.
Dazu gibt es für Jugendliche die Möglichkeit beim Hore BeCafe mit Eltern von LGBTs ins Gespräch zu kommen, falls dies mit den eigenen nicht möglich ist.

### Community Engagement
Die Jerusalem LGBTQ Leadership Initiative soll dazu beitragen Jerusalem zu einer moderneren, vielfältigeren und sozialeren Stadt zu machen. Dazu bietet das JOH Programme und Kurse für junge LGBT-Personen an, in denen das Wissen über die Geschichte der Bewegung, die Fähigkeiten um selbst aktiv zu werden und generelles Engagement gefördert werden.

### Kunst und Kultur
Das JOH ist einer der wenigen Orte in Jerusalem, an denen Kunst und Kultur aus der Szene ausgestellt werden, zudem bewirbt und veranstaltet es eine Reihe von kulturellen Aktivitäten.
Besucher des JOH haben weiterhin freien Zugang zu einer großen Auswahl an LGBT-Literatur.

### LGBT-Rechte und Sozialer Wandel
Der Verein beschäftigt sich mit einer Reihe von Themen und Problemen, die LGBTs in Jerusalem, Israel und weltweit beschäftigen.
Die Anerkennung von LGBT-Opfern des Holocausts sowie deren Einbeziehung in die nationalen Gedenkfeiern ist eine der zentralen Forderungen des JOH an die israelische Politik. Weiterhin gibt es u. a. Kampagnen gegen die Konversionstherapie und ihre Folgen.
Das JOH arbeitet mit anderen LGBT- und Menschenrechts-Organisationen zusammen und bemüht sich um einen engen Austausch mit anderen Gruppen, die sich für die Stärkung von LGBT-Rechten einsetzen.

### Palästinensische Gruppe
Die queere palästinensische Gruppe AlQaws (deutsche Übersetzung: „Der Regenbogen“), entstand 2001 als informelle Gruppe innerhalb der Räumlichkeiten ders Jerusalem Open House. Mit der Zweiten Intifada kam es aber immer stärker zum Bruch, da Jerusalem Open House der Gruppe etwa nicht erlaubte, das Wort „Besatzung“ zu benutzen. 2005 spaltete sich Al Qaws von Jerusalem Open House ab, um sich sowohl für LGBT-Rechte als auch gegen die israelische Besatzung einsetzen zu können.

### Open Clinic
Die großen Anstrengungen des JOH über HIV/Aids aufzuklären und ein Bewusstsein für die Notwendigkeit von Schutz und Verhütung zu schaffen, erreichten 2007 mit der Gründung der Open Clinic, der ersten LGBT-Klinik in Israel, ihren vorläufigen Höhepunkt. Es ist der einzige Ort im ganzen Land, an dem HIV-Tests kostenlos, anonym und schnell möglich sind. Dadurch wird eine hohe Zahl von Menschen erreicht, die nicht nur aus der LGBT-Community stammen. Auch besonders gefährdete Gruppen wie ultra-orthodoxe Männer, neue Immigranten und Palästinenser nutzen diese einzigartige Möglichkeit.